# 沃利斯冰原島峰
66°52′S 55°39′E / 66.867°S 55.650°E
沃利斯冰原島峰是南極洲的冰原島峰，位於恩德比地，處於斯托雷古特山東北面7公里，根據澳大利亞探險隊的測量和空中照片繪入地圖，以地質學家命名。